# 上別府圭子
上別府 圭子（かみべっぷ きよこ）は、日本の看護学者（家族看護学・小児がん看護学・精神衛生学）。学位は博士（保健学）（東京大学・1983年）。国際医療福祉大学大学院教授。一般社団法人子どもと家族のQOL研究センター代表理事も務める。 

## 経歴

### 学歴[2]
- 1974年4月 - 1978年3月 東京大学医学部保健学科
- 1978年4月 - 1980年3月 東京大学大学院医学系研究科保健学専門課程修士課程
- 1980年4月 - 1983年3月 東京大学大学院医学系研究科保健学専門課程博士課程

### 経歴[3]
- 1983年4月 - 1985年7月 国家公務員等共済連合会虎の門病院
- 1985年10月 - 1992年3月 財団法人日本児童手当協会こどもの城小児保健部
- 1992年10月 - 1993年12月 兵庫県女性センター相談部門
- 1994年2月 - 2001年3月 学校法人慈恵大学東京慈恵会医科大学附属病院精神科
- 2001年4月 - 2002年3月 日本橋学館大学（現・開智国際大学）人文経営学部助教授
- 2002年4月 - 2012年11月 東京大学大学院医学系研究科健康科学・看護学専攻家族看護学分野助教授／准教授
- 2013年4月 - 2015年3月 東京大学大学院医学系研究科健康科学・看護学専攻専攻長教授
- 2012年12月 - 2021年3月 東京大学大学院医学系研究科健康科学・看護学専攻家族看護学分野教授
- 2017年4月 - 2021年3月 東京大学大学院医学系研究科健康科学・看護学専攻専攻長教授
- 2017年4月 - 2021年3月 東京大学大学院医学系研究科附属グローバスナーシングリサーチセンター副センター長、教授
- 2020年5月 - 現在 一般社団法人子どもと家族のQOL研究センター代表理事
- 2022年4月 - 現在 国際医療福祉大学大学院医療福祉学研究科保健医療学専攻看護学分野家族看護学領域教授
- 2024年4月 - 現在 国際医療福祉大学大学院医療福祉学研究科保健医療学専攻看護学分野責任者、教授

## 著書

### 共著
- 『家族看護学 第2版 （系統看護学講座別巻）』医学書院 2024年 ISBN 9784260053082（代表著者）
- 『小児がん看護テキストブック 』杏林書院 2023年 ISBN 9784764405424（責任編者）
- 『小児血液・腫瘍学 （改訂第2版） 』診断と治療社 2022年6月 ISBN 9784787824899
- 『小児がん治療後の長期フォローアップガイド 』クリニコ出版 2021年9月 ISBN 9784910396132（共編著者）
- 『家族看護学 （系統看護学講座） 』医学書院 2018年1月29日 ISBN 4260031929（著者代表）
- 『虐待を防ぐ保健師訪問―介入困難な家族とかかわるコツ』杏林書院 2017年12月 ISBN 9784764405370（監修）
- 『知っておきたい精神医学の基礎知識[第2版]: サイコロジストとメディカルスタッフのために 』誠信書房 2013年8月 ISBN 4414428645（共編著者）
- 『産後の母親のメンタルヘルス支援活動』母子保健事業団 2010年3月 ISBN 9784894301856
- 『サイコセラピューティックな看護』金剛出版 2007年12月 ISBN 9784772410045
- 『知っておきたい精神医学の基礎知識―サイコロジストとコ・メディカルのために』誠信書房 2007年6月 ISBN 4414428602（共編著者）

### 訳書
- 『ランダム化比較試験(RCT)の設計 ヒューマンサービス、社会科学領域における活用のために 』日本評論社 2010年9月 ISBN 4535585776（共訳）
- 『家庭から社会へ (ウィニコット著作集) 』岩崎学術出版社 1999年8月 ISBN 4753399044

## 論文
- CiNii Articles（上別府 圭子）